# Cruzeiro da Pedrosa
O Cruzeiro da Pedrosa, ou Cruzeiro no Lugar de Pedrosa, é um cruzeiro construído no século XVII localizado no lugar da Pedrosa, na freguesia de Correlhã, município de Ponte de Lima), em Portugal.
Está classificado como Imóvel de Interesse Público desde 1983, pelo Decreto nº 8/83 do Diário da República nº. 19 de 24 de janeiro de 1983.